# Feel So Close
Feel So Close is een single van de Schotse producer Calvin Harris. Het is uitgegeven op 18 augustus 2011 bij Columbia Records.

## Tracklist
| Nr. | Titel                                  | Duur |
| --- | -------------------------------------- | ---- |
| 1.  | Feel So Close (Radio Edit)             | 3:28 |
| 2.  | Feel So Close (Extended Mix)           | 5:33 |
| 3.  | Feel So Close (Nero Remix)             | 4:47 |
| 4.  | Feel So Close (Benny Benassi Remix)    | 5:22 |
| 5.  | Feel So Close (Dillon Francis Remix)   | 5:14 |
| 6.  | Feel So Close (Nero Dub)               | 4:45 |
| 7.  | Feel So Close (Instrumental)           | 3:29 |
| 8.  | Feel So Close (Special Features Remix) | 6:38 |

## Hitnoteringen

### Nederlandse Top 40
| Hitnotering: 26-11-2011 t/m 10-03-2012 | Hitnotering: 26-11-2011 t/m 10-03-2012 | Hitnotering: 26-11-2011 t/m 10-03-2012 | Hitnotering: 26-11-2011 t/m 10-03-2012 | Hitnotering: 26-11-2011 t/m 10-03-2012 | Hitnotering: 26-11-2011 t/m 10-03-2012 | Hitnotering: 26-11-2011 t/m 10-03-2012 | Hitnotering: 26-11-2011 t/m 10-03-2012 | Hitnotering: 26-11-2011 t/m 10-03-2012 | Hitnotering: 26-11-2011 t/m 10-03-2012 | Hitnotering: 26-11-2011 t/m 10-03-2012 | Hitnotering: 26-11-2011 t/m 10-03-2012 | Hitnotering: 26-11-2011 t/m 10-03-2012 | Hitnotering: 26-11-2011 t/m 10-03-2012 | Hitnotering: 26-11-2011 t/m 10-03-2012 | Hitnotering: 26-11-2011 t/m 10-03-2012 | Hitnotering: 26-11-2011 t/m 10-03-2012 | Hitnotering: 26-11-2011 t/m 10-03-2012 |
| Week:                                  | 1                                      | 2                                      | 3                                      | 4                                      | 5                                      | 6                                      | 7                                      | 8                                      | 9                                      | 10                                     | 11                                     | 12                                     | 13                                     | 14                                     | 15                                     | 16                                     |                                        |
| -------------------------------------- | -------------------------------------- | -------------------------------------- | -------------------------------------- | -------------------------------------- | -------------------------------------- | -------------------------------------- | -------------------------------------- | -------------------------------------- | -------------------------------------- | -------------------------------------- | -------------------------------------- | -------------------------------------- | -------------------------------------- | -------------------------------------- | -------------------------------------- | -------------------------------------- | -------------------------------------- |
| Positie:                               | 24                                     | 18                                     | 15                                     | 15                                     | 15                                     | 21                                     | 21                                     | 20                                     | 19                                     | 20                                     | 24                                     | 26                                     | 27                                     | 28                                     | 28                                     | 38                                     | uit                                    |

### NederlandseSingle Top 100
| Hitnotering: 19-11-2011 t/m 24-03-2012 | Hitnotering: 19-11-2011 t/m 24-03-2012 | Hitnotering: 19-11-2011 t/m 24-03-2012 | Hitnotering: 19-11-2011 t/m 24-03-2012 | Hitnotering: 19-11-2011 t/m 24-03-2012 | Hitnotering: 19-11-2011 t/m 24-03-2012 | Hitnotering: 19-11-2011 t/m 24-03-2012 | Hitnotering: 19-11-2011 t/m 24-03-2012 | Hitnotering: 19-11-2011 t/m 24-03-2012 | Hitnotering: 19-11-2011 t/m 24-03-2012 | Hitnotering: 19-11-2011 t/m 24-03-2012 | Hitnotering: 19-11-2011 t/m 24-03-2012 | Hitnotering: 19-11-2011 t/m 24-03-2012 | Hitnotering: 19-11-2011 t/m 24-03-2012 | Hitnotering: 19-11-2011 t/m 24-03-2012 | Hitnotering: 19-11-2011 t/m 24-03-2012 | Hitnotering: 19-11-2011 t/m 24-03-2012 | Hitnotering: 19-11-2011 t/m 24-03-2012 | Hitnotering: 19-11-2011 t/m 24-03-2012 | Hitnotering: 19-11-2011 t/m 24-03-2012 | Hitnotering: 19-11-2011 t/m 24-03-2012 |
| Week:                                  | 1                                      | 2                                      | 3                                      | 4                                      | 5                                      | 6                                      | 7                                      | 8                                      | 9                                      | 10                                     | 11                                     | 12                                     | 13                                     | 14                                     | 15                                     | 16                                     | 17                                     | 18                                     | 19                                     |                                        |
| -------------------------------------- | -------------------------------------- | -------------------------------------- | -------------------------------------- | -------------------------------------- | -------------------------------------- | -------------------------------------- | -------------------------------------- | -------------------------------------- | -------------------------------------- | -------------------------------------- | -------------------------------------- | -------------------------------------- | -------------------------------------- | -------------------------------------- | -------------------------------------- | -------------------------------------- | -------------------------------------- | -------------------------------------- | -------------------------------------- | -------------------------------------- |
| Positie:                               | 44                                     | 35                                     | 32                                     | 39                                     | 49                                     | 59                                     | 35                                     | 36                                     | 43                                     | 48                                     | 47                                     | 37                                     | 46                                     | 54                                     | 63                                     | 59                                     | 65                                     | 69                                     | 100                                    | uit                                    |

### VlaamseUltratop 50
| Hitnotering: 05-11-2011 t/m 21-01-2012 | Hitnotering: 05-11-2011 t/m 21-01-2012 | Hitnotering: 05-11-2011 t/m 21-01-2012 | Hitnotering: 05-11-2011 t/m 21-01-2012 | Hitnotering: 05-11-2011 t/m 21-01-2012 | Hitnotering: 05-11-2011 t/m 21-01-2012 | Hitnotering: 05-11-2011 t/m 21-01-2012 | Hitnotering: 05-11-2011 t/m 21-01-2012 | Hitnotering: 05-11-2011 t/m 21-01-2012 | Hitnotering: 05-11-2011 t/m 21-01-2012 | Hitnotering: 05-11-2011 t/m 21-01-2012 | Hitnotering: 05-11-2011 t/m 21-01-2012 | Hitnotering: 05-11-2011 t/m 21-01-2012 | Hitnotering: 05-11-2011 t/m 21-01-2012 | Hitnotering: 05-11-2011 t/m 21-01-2012 |
| Week:                                  | 1                                      | 2                                      | 3                                      | 4                                      | 5                                      | 6                                      | 7                                      | 8                                      | 9                                      | 10                                     | 11                                     | 12                                     |                                        |                                        |
| -------------------------------------- | -------------------------------------- | -------------------------------------- | -------------------------------------- | -------------------------------------- | -------------------------------------- | -------------------------------------- | -------------------------------------- | -------------------------------------- | -------------------------------------- | -------------------------------------- | -------------------------------------- | -------------------------------------- | -------------------------------------- | -------------------------------------- |
| Positie:                               | 45                                     | 41                                     | 34                                     | 34                                     | 29                                     | 33                                     | 25                                     | 29                                     | 33                                     | 36                                     | 46                                     | 46                                     | uit                                    |                                        |